# Leptojulis
Leptojulis là một chi cá biển thuộc họ Cá bàng chài. Phạm vi phân bố của các loài trong chi này tập trung ở Tây Thái Bình Dương và Ấn Độ Dương.

## Từ nguyên
Từ leptos trong từ định danh của chi theo tiếng Latinh có nghĩa là "gầy, ốm", hàm ý có lẽ đề cập đến thân hình mảnh mai của chi này so với những chi cá bàng chài khác; còn julis là hậu tố để chỉ chung các loài cá bàng chài.

## Các loài
Có 5 loài được công nhận là hợp lệ trong chi này, bao gồm:
- Leptojulis chrysotaenia Randall & Ferraris, 1981[3]
- Leptojulis cyanopleura (Bleeker, 1853)
- Leptojulis lambdastigma Randall & Ferraris, 1981[3]
- Leptojulis polylepis Randall, 1996[4]
- Leptojulis urostigma Randall, 1996[4]